# 1920 en Italie
Chronologie de l'Italie
- 1916
- 1917
- 1918
- 1919
- 1920
- 1921
- 1922
- 1923
- 1924

## Événements
- 8 janvier : début d'une grande grève d'ouvriers agricoles en Émilie-Romagne[1]. Les grèves reprennent au début de l’année (« grévomanie »). Grève des postes, suivie du 20 au 29 janvier par la grève des cheminots italiens. En août, plusieurs centaines d’usines sont occupées[2].
- 27 janvier : troubles à Split contre l'impérialisme italien[3].

- 7 mars : création de la Confindustria (Confédération générale de l'industrie), organisation patronale qui met au point un plan d'action contre les syndicats[2].
- 22 mars : grève de la Fiat à Turin contre la mise en vigueur de l'heure d'été dite heure légale (grève des « lancette » (it)) ; elle est suivie par dix jours de grève générale des métalurgistes de Turin du 29 mars au 23 avril et par l'occupation des usines[2],[4].

- 8 - 12 avril : lors de son deuxième congrès à Naples, le parti populaire, sous l’influence des modérés, retire son appui au gouvernement Nitti[5].
- 19-26 avril : conférence de San Remo[6].

- 2-4 mai : « journées rouges de Viareggio » ; la ville de se proclame République soviétique après une émeute provoquée par la mort d'Augusto Morganti, juge de touche tué à la fin d'un match de football par le coup de fusil d'un carabinier[7].
- 11 mai : une escarmouche avec la garde royale à Iglesias en Sardaigne fait sept morts et 21 blessés parmi les mineurs en grève[8].
- 21 mai : Gouvernement Nitti II. Il démissionne après que le Parlement ait refusé de voter le décret-loi sur l'augmentation du prix du pain le 9 juin[9].

- 3 juin - 2 août : guerre de Vlora (Guerra di Valona) contre les nationalistes albanais. La population de Valona présente le 3 juin au général Settimio Piacentini un ultimatum pour évacuer la ville qu'il occupe avec 15 000 hommes. Le 7 juin, 500 à 600 albanais attaquent les casernes italiennes pour s'emparer d'armes ; ils sont renforcés par des patriotes jusqu'à compter 5 000 irréguliers. Le 2 août, le corps d'occupation italien évacue la ville[10].
- 15 juin : Giovanni Giolitti revient au pouvoir pour tenter de résoudre la grave crise politique et sociale[9].

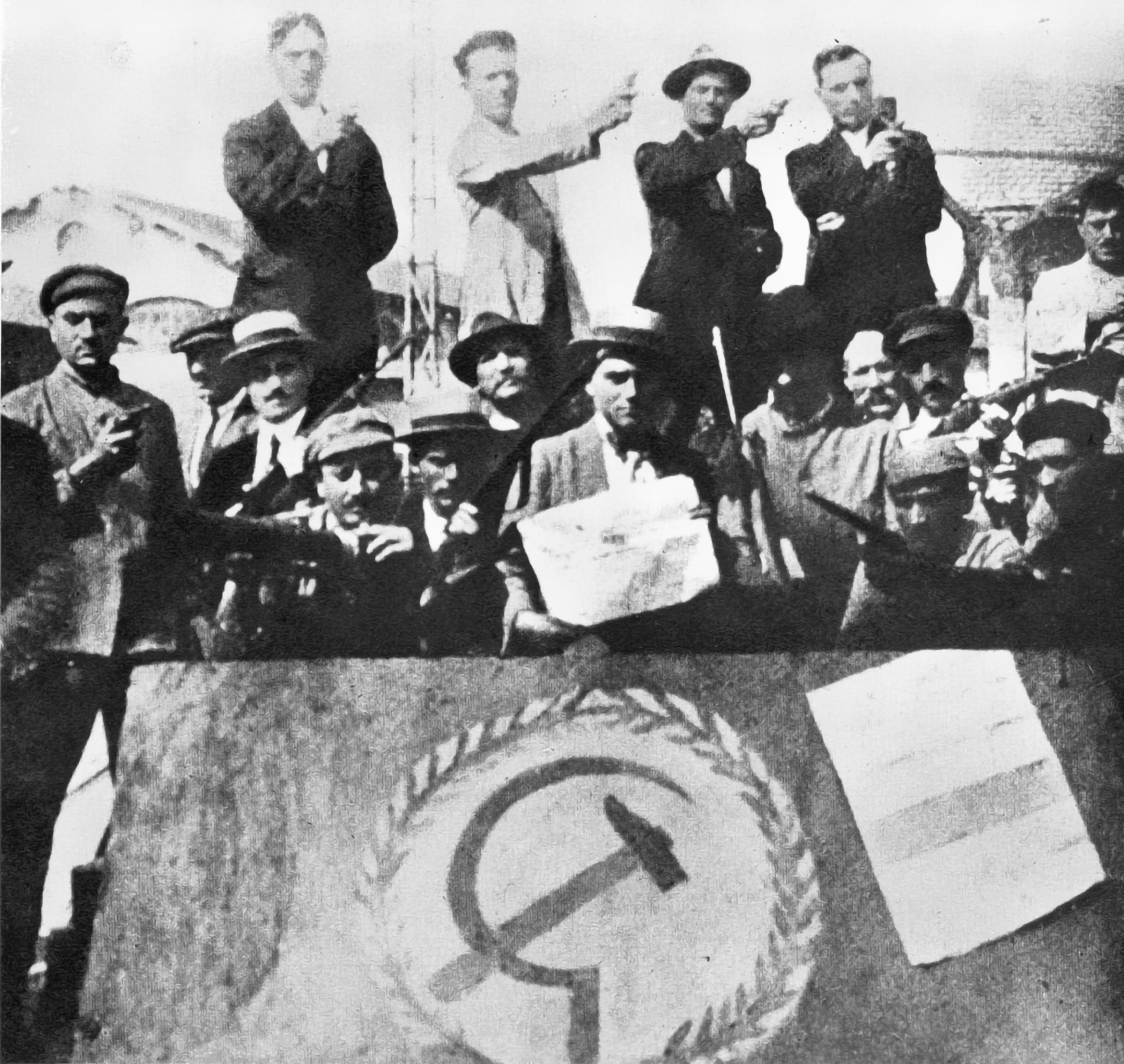
Usine occupée par les Gardes rouges

- 18 juin : les quatre principales organisations de travailleurs de la métallurgie présentent des mémoires à l'organisation syndicale des industriels, à Milan. Ils revendiquent des augmentations de salaire et des modifications de la réglementation en vigueur. Leurs revendications sont rejetés par les industriels qui prétextent un secteur en crise[11].

- 26-29 juin : révolte des bersagliers à Ancône contre l'expédition d'Albanie[12].

- 11 juillet : nouveau affrontements à Split entre Italiens et Croates. Tommaso Gulli, capitaine du navire Puglia, et l'ingénieur Aldo Rossi sont mortellement blessés par les nationalistes croates[13].
- 13 juillet : incendie du Narodni dom, siège des organisations des Slovènes de Trieste, par les fascistes en réaction aux événements de Split[12].

- 2 août : l'Italie signe à Tirana un protocole avec le gouvernement albanais stipulant le retrait définitif des troupes italiennes d'Albanie à l'exception de l'île de Saseno[14].
- 18 août : création de la Confagricoltura (Confédération générale de l'agriculture), organisation réunissant les propriétaires fonciers pour lutter contre les occupations de terres et les revendications des ouvriers agricoles[2].

- 30 août : un lock-out est proclamé par Alfa Romeo à Milan. La Fédération des travailleurs de la métallurgie (FIOM) réagit en ordonnant l'occupation de l'usine et de toutes les autres usines métallurgiques et sidérurgiques de Milan, soit 280 établissements le 31 août[15]. Les ouvriers qui occupent les usines procèdent à l’élection de « conseil d’entreprise ». Giolitti ne fait pas appel à la force et laisse le mouvement s’essouffler.

- 8 septembre : Gabriele D'Annunzio fait adopter une constitution faisant de Fiume un État indépendant[16].
- 19 septembre : lors d'une réunion présidée par Giovanni Giolitti, les représentants des ouvriers signent à Rome avec la Confindustria un document qui reconnaît le principe du contrôle ouvrier sur les entreprises, mais qui restera lettre morte. Giolitti obtient en retour l'évacuation des usines pour le 27 septembre et la reprise du travail pour le 4 octobre[2].

- 31 octobre-7 novembre : les socialistes conquièrent 2 162 communes sur un total de 8 059 aux élections administratives[17],[18].

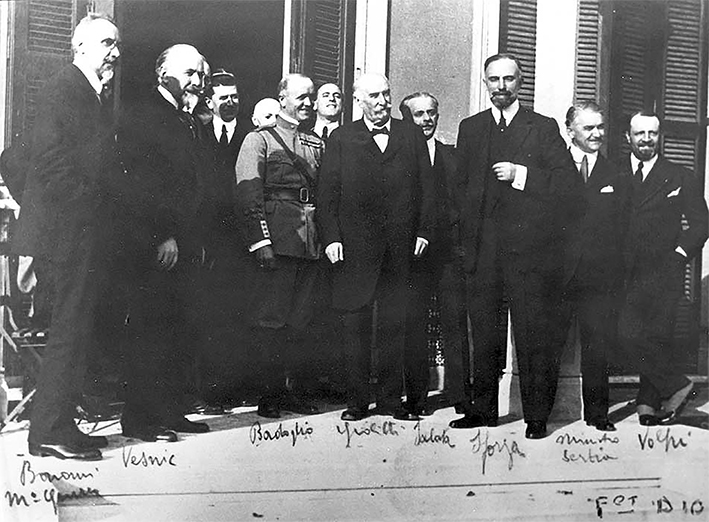
Les délégations d'Italie et de Yougoslavie après la signature du traité de Rapallo.

- 12 novembre : le gouvernement italien signe un traité avec la Yougoslavie à Rapallo faisant de Fiume une ville libre sous le contrôle de la SDN. L’Italie renonce à la Dalmatie mais obtient une frontière orientale plus favorable que celle préconisée par Woodrow Wilson[12].
- 20 novembre : l'avocate Lidia Poët, radiée en 1884, se réinscrit au barreau de Turin. Elle devient à 65 ans la première femme à être inscrite au barreau en Italie[19].
- 21 novembre : massacre du palais d'Accursio à Bologne, à l'occasion de l'investiture au palazzo d'Accursio du nouveau maire socialiste Ennio Gnudi. Les affrontements entre manifestants des squadristes les gardes rouges et les membres de la garde royale font 11 morts et 58 blessés[20].
  - Alliance entre les industriels, banquiers et agrariens, adeptes d’une contre-révolution préventive selon la formule d'Angelo Tasca, et les fascistes, dirigée contre les socialistes et les syndicalistes de la CGL (automne). Les escouades (squadre) fascistes passent à l’action violente, d’abord contre les paysans et les organisations rurales (bourse du travail, coopératives, ligues agraires). La police n’intervient pas, sauf quand se manifeste un début de résistance de la part des paysans. L’assassinat d’un conseiller municipal fasciste à Bologne provoque des affrontements sanglants entre fascistes et socialistes. Le 20 décembre, à Ferrare, les fascistes émiliens, rassemblés dans la ville, s’adonnent à de violentes représailles. Giolitti profite de la situation pour dissoudre les municipalités socialistes d’une centaine de villes (Ferrare, Bologne, Modène…)[5].
- 20 décembre : affrontement à Ferrare entre les fascistes et les partisans de la municipalité socialiste. Six personnes, dont quatre fascistes et deux socialistes, trouvent la mort[21]. Les affrontements entre les forces de l’ordre, les fascistes et les socialistes ont fait plus de 230 morts et 1 200 blessés depuis le début de l'année. Des mesures d'exception sont prises par le gouvernement central pour lutter contre les mouvements insurrectionnels.

- 24-29 décembre : Noël sanglant ; les troupes du général italien Caviglia attaquent Fiume pour en chasser les légionnaires de D'Annunzio. Après quatre jours de combats, ce dernier cède ses pouvoirs au Conseil national de Fiume[22].
- 31 décembre : établissement de l'État libre de Fiume[22].

- L’indice du niveau général des prix passe de 100 en 1913 à 405 en 1918 et 591 en 1920[5].

## Naissances en 1920
- 3 janvier : Renato Carosone, chanteur et pianiste († 20 mai 2001)
- 20 janvier : Federico Fellini, réalisateur. († 31 octobre 1993)
- 20 février :
  - Carlo Carlini, directeur de la photographie.
  - Cesare Dujany, homme politique.  († 31 mars 2019)
- 27 mars : Angelo Lo Forese (it), chanteur lyrique (ténor et baryton). († 14 mai 2020)
- 13 avril : Roberto Calvi, homme d'affaires, responsable du Banco Ambrosiano. († 18 juin 1982)
- 21 avril : Bruno Maderna, compositeur et chef d'orchestre. († 13 novembre 1973).
- 5 août : Dina Sassoli, actrice de théâtre et de cinéma. († 24 mars 2008).
- 26 août : Ida Barbarigo, peintre. († 15 janvier 2018)
- 5 septembre : Antonino Caponnetto, magistrat ayant dirigé dirigé le Pool antimafia  de 1984 à 1990. († 6 décembre 2002)
- 27 septembre : Carlo Alberto dalla Chiesa, général des Carabiniers, résistant et préfet engagé dans la lutte antimafia, assassiné sur ordre de Toto Riina. († 3 septembre 1982)
- 15 novembre : Gesualdo Bufalino, écrivain. († 14 juin 1996)

## Décès en 1920
- 24 janvier : Amedeo Modigliani, 35 ans, peintre et sculpteur. (° 12 juillet 1884)